# Гребенево (Череповецкий район)
Гребенево — деревня в Череповецком районе Вологодской области.
Входит в состав Воскресенского сельского поселения, с точки зрения административно-территориального деления — в Воскресенский сельсовет.
Расстояние по автодороге до районного центра Череповца — 45 км, до центра муниципального образования Воскресенского — 12 км. Ближайшие населённые пункты — Большое Калинниково, Сметьево, Кузнецово.
По данным переписи в 2002 году постоянного населения не было.